# Austeridade em Israel

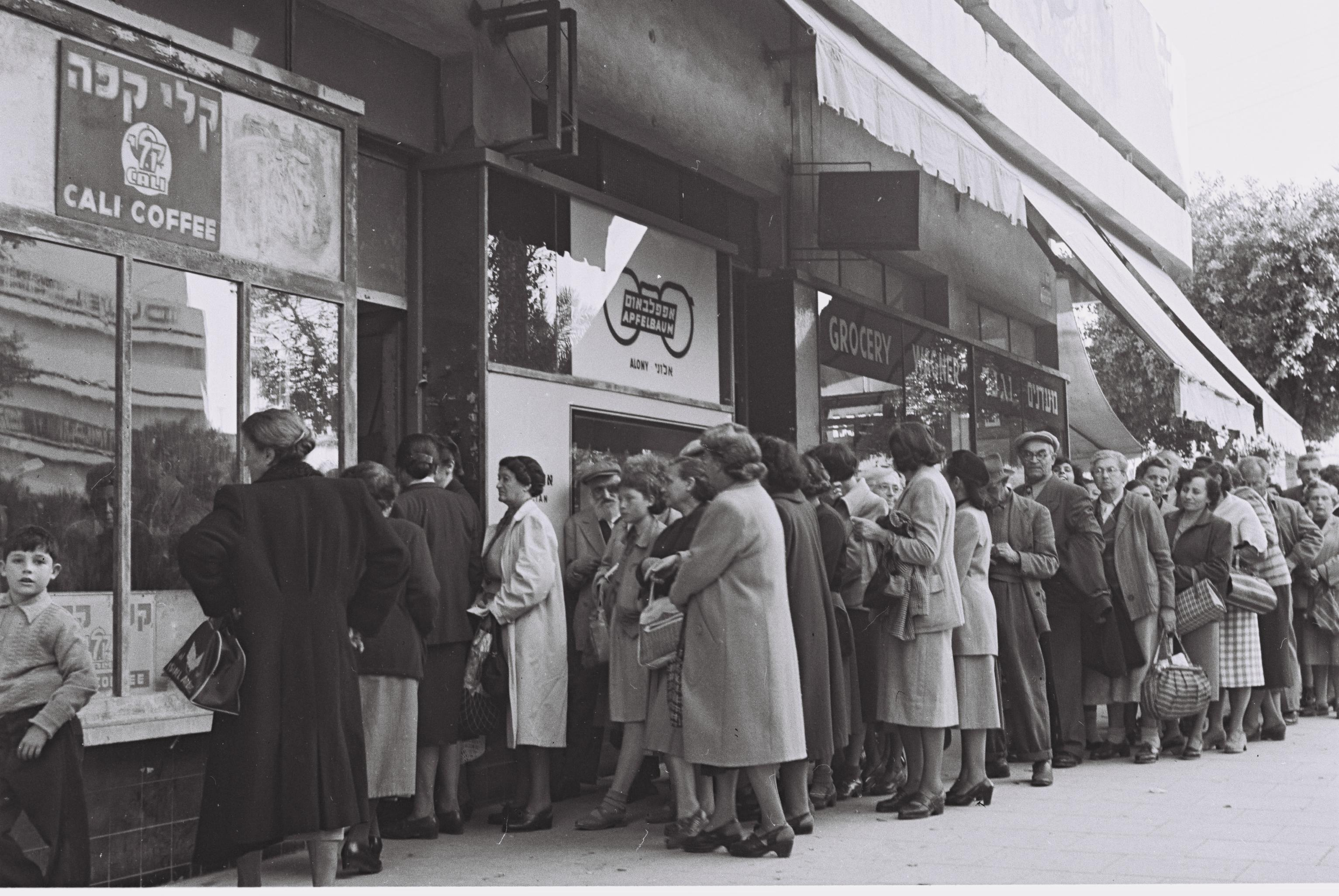
Moradores de Tel Aviv fazem fila para comprar mantimentos, 1954

Austeridade em Israel (em hebraico: צנע; romaniz.: Tsena) foi a política de austeridade imposta no Estado de Israel de 1949 a 1959. Incluiu o racionamento e outras medidas de emergência para enfrentar uma grave crise econômica iniciada já nos primeiros dias do novo estado.

## História
Após a sua criação em 1948, o recém-formado Estado de Israel estava à beira da falência, carente de alimentos, de recursos e de moeda estrangeira. Em grande parte, o cenário foi causado pela estrutura econômica herdada do governo do Mandato Britânico, que se baseava em uma economia de tempo de guerra.
Após a Segunda Guerra Mundial e a Guerra da Palestina de 1948, Israel foi devastado pela guerra e precisou acomodar um número crescente de imigrantes judeus que fizeram Aliá. (Ver também êxodo judaico do mundo muçulmano) Consequentemente, o governo instigou medidas para controlar e supervisionar a distribuição de recursos necessários para garantir mantimentos iguais e suficientes para todos os cidadãos.
Além dos problemas com o fornecimento de alimentos, a austeridade nacional também era necessária pela falta de reservas em moeda estrangeira. As receitas de exportação cobriam menos de um terço do custo das importações, e menos da metade do déficit consequente era coberto pelo sistema de empréstimos judaico conhecido como Magbiyot ( hebraico : מגביות, lit. 'Cobrança'). A maior parte do financiamento era obtida de bancos e empresas de gás estrangeiras que, no final de 1951, se recusaram a expandir o crédito disponível. Para supervisionar a austeridade, o primeiro-ministro David Ben-Gurion ordenou a criação do Ministério do Racionamento e Abastecimento, chefiado por Dov Yosef.
No início, o racionamento foi estabelecido apenas para alimentos básicos (óleo de cozinha, açúcar e margarina, por exemplo), mas depois passou a ser estendido a itens de mobiliário e aos calçados. A cada mês, cada cidadão recebia cupons de alimentação no valor de IL 6, e cada família recebia uma quantidade determinada de alimentos. A dieta escolhida foi inspirada naquela adotada no Reino Unido durante a Segunda Guerra Mundial, e fornecia apenas 1.600 calorias por dia para os cidadãos israelitas, com calorias adicionais para crianças, idosos e mulheres grávidas.
A aplicação da austeridade exigiu o estabelecimento de uma burocracia de proporções consideráveis, mas revelou-se ineficaz na prevenção do surgimento de um mercado negro em que produtos racionados, muitas vezes contrabandeados do campo, eram vendidos a preços mais elevados. Em resposta, o governo estabeleceu, em setembro de 1950, o Escritório de Combate ao Mercado Negro, cujo objetivo era combater esse mercado. Entretanto, apesar da supervisão reforçada e dos tribunais especialmente convocados, todas as tentativas de repressão se mostraram ineficazes.

## Fim da austeridade
Em 1952, foi assinado o Acordo de Reparações entre Israel e a República Federal da Alemanha, que incluiu uma compensação a Israel pelo confisco de propriedades judaicas durante o Holocausto. O influxo resultante de capital estrangeiro gerou um grande impulso para a economia em dificuldades e levou ao cancelamento da maioria das restrições em 1953. A lista de produtos racionados foi reduzida para apenas quinze produtos em 1956 e para onze em 1958. Pouco depois, foi abolida para todos os produtos, exceto geleia, açúcar e café. Em 1959, o racionamento foi completamente abolido.
Economicamente, a austeridade provou ser um fracasso, principalmente devido ao enorme déficit orçamentário do governo, coberto por empréstimos bancários, criando um aumento na quantidade de dinheiro utilizado. Durante a austeridade, o desemprego permaneceu elevado e a inflação cresceu a partir de 1951.
As medidas de austeridade implementadas por Israel não eram incomuns nem diferentes de outros países do pós-guerra, como os Estados Unidos e o Império Britânico, que também mantinham severas medidas de austeridade em vigor. Apesar da percepção de "desagradável", o racionamento apresentava vantagens e desvantagens. Israel contava com uma população crescente, pelo alto fluxo de imigrantes da Europa e de nações árabes.